# Трансферини
Трансфери́ни — група залізозв'язуючих глікопротеїнів плазми крові, які контролюють вміст вільного заліза в біологічних рідинах. У людини трансферин кодується геном TF.
Незважаючи на те що трансферинове залізо складає лише 0,1 % (4 мг) від загальної кількості заліза в організмі, воно утворює найбільш життєво важливий пул заліза з найшвидшою швидкістю обороту (25 мг/24 год). Трансферин має молекулярну масу близько 80 кДа, містить два сайти зв'язування для іонів Fe(III). Константа зв'язування іонів Fe(III) трансферинами є дуже високою (1020 M−1 при pH 7,4), але сильно знижується при переході до кислих значень pH.

## Механізм транспорту
Трансферин що несе на собі іони заліза, проникає в клітини за допомогою спеціального рецептору, що має назву транферриновий рецептор (TfR). Трансфериновий рецептор розташований на поверхні відповідних клітин, таких як, наприклад, прекурсори еритроцитів. Трансферин, приєднаний до трансферинового рецептору, інтерналізується у везикулу шляхом рецептор-опосередкованого ендоцитозу. pH у везикулі знижується завдяки йонним насосам (H+-АТФази) до значень близько 5,5, що призводить до вивільнення заліза із трансферину. Рецептор із трансферином потім транспортується назад на поверхню клітини, готовий до переносу наступних йонів. 
Ген, що кодує трансферин у людини, розташований на хромосомній ділянці 3q21.

## Структура
Людський трансферин містить поліпептидний ланцюг що складається з 679 амінокислотних залишків та двох вуглеводних ланцюгів. До складу протеїну входять альфа-спіралі та бета-листи що утворюють два домени. N- та C-термінальні послідовності представлені глобулярними ділянками, між якими розташований сайт зв'язування заліза.
Амінокислотами, які зв'язують залізо. є два тирозини, один гістидин та одна аспарагінова кислота. Для того щоб іон заліза зв'язався із сайтом, потрібен додатковий аніон, бажано карбонат (CO32−).
Трансфериновий рецептор утворює гомодимер. У людини кожен мономер складається з 760 амінокислот. Кожен мономер складається з трьох доменів: протеазного, спірального, та вершинного (англ. apical). Тривимірна структура трансферинового рецептору нагадує метелика.

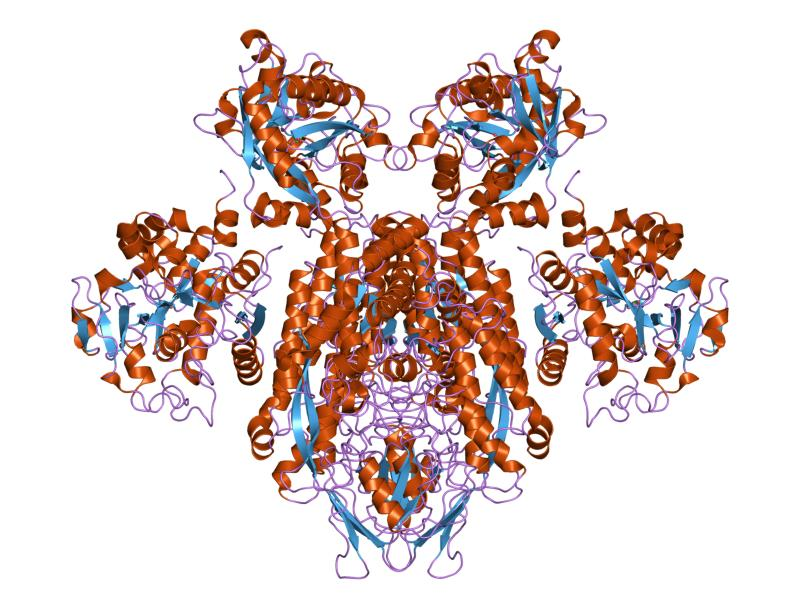
Трансферин зв'язаний зі своїм рецептором
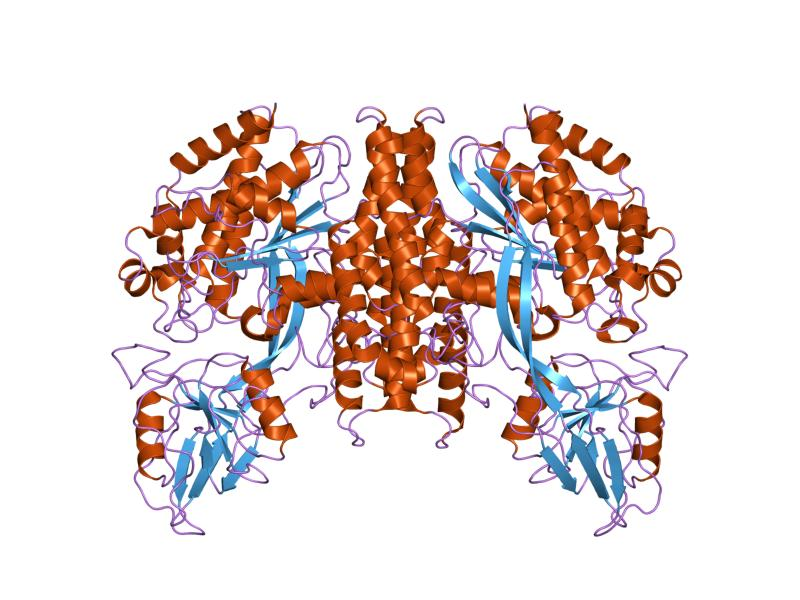
Трансфериновий рецептор

## Розподіл в тканинах
Печінка є головним місцем синтезу трансферину, хоча він також продукується в інших тканинах та органах, включаючи головний мозок. Головною функцією трансферину є транспортування заліза від локацій його абсорбції в дванадцятипалій кишці та макрофагів крові в інші місця організму. Трансферин відіграє ключову роль у процесі формування нових еритроцитів. Трансфериновий рецептор допомагає підтримувати гомеостаз заліза в клітині контролюючи транспортування трансферин-зв'язаного заліза.

## Роль у патогенезі
Підвищений рівень трансферину в крові асоційований з анемією та вагітністю. Знижений рівень трансферину в крові може виникати при захворюваннях, асоційованих з розбалансуванням гомеостазу заліза, а також білковій недостатності. Повна відсутність трансферину спостерігається при рідкісній генетичній хворобі — атрансферинемії, що призводить до анемії та гемосидерозу та згодом до відмови серця й інших наслідків.

## Інші ефекти
Вуглеводно-дефіцитний трансферин з'являється в крові при надлишковому вживанні алкоголю.